# Kristina Maria Mezei

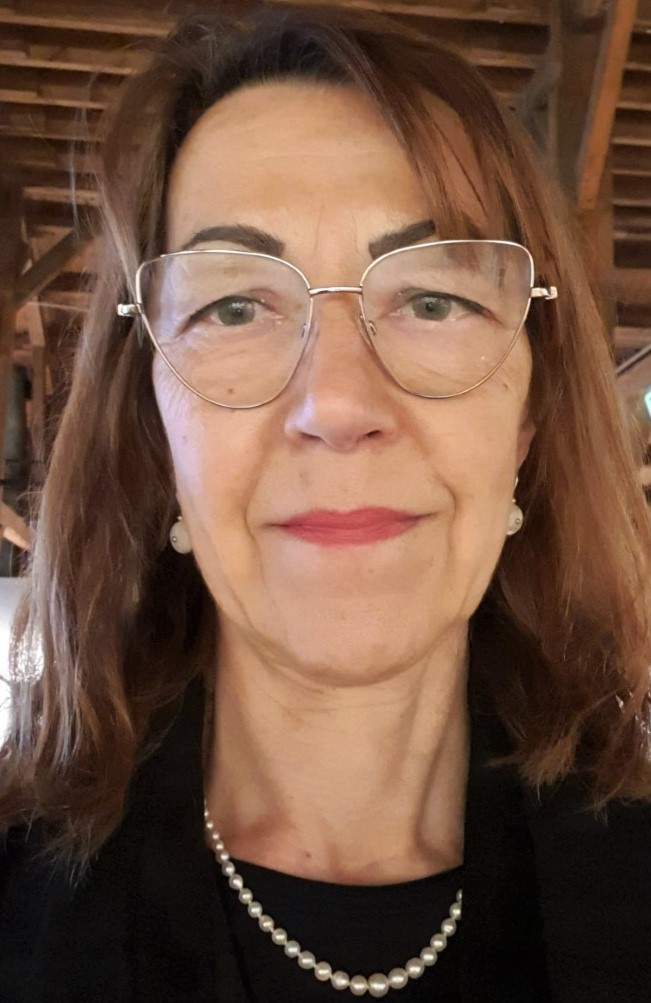
Kristina Maria Mezei 2022

Kristina Maria Mezei, född 24 april 1953 i Budapest, Ungern, är en svensk konstvetare/konsthistoriker, konstkritiker och författare.
Kristina Maria Mezei disputerade i konstvetenskap vid Uppsala universitet 1998 med en avhandling om Grafikskolan Forum och arvet efter surrealismen. Hon har arbetat som frilansjournalist och konstkritiker bland annat vid Upsala Nya Tidning 1976–1984, Vestmanlands Läns Tidning 1985–2011 och för olika konsttidskrifter. Hon skriver löpande till webbkritiksajten www.omkonst.com. Hon har varit anställd som verksamhetsutvecklare i konstfrågor vid Region Västmanland med ansvar för den offentliga konsten i vården, för kontinuerligt inköp och konstprojektledning vid nybyggnationer 2002–2020.